# XIX Spadochronowe Mistrzostwa Polski w Formation Skydiving-4 Chrcynno 2021
XIX Spadochronowe Mistrzostwa Polski w Formation Skydiving-4 Chrcynno 2021 – odbyły się 1–3 września 2011 na lądowisku Chrcynno w miejscowości Chrcynno. Gospodarzem mistrzostw Mistrzostw był Aeroklub Warszawski. Impreza była zorganizowana w porozumieniu z Aeroklubem Polskim i przy udziale sędziów FAI. Skoki wykonywano z wysokości 3 200 metrów i opóźnieniem 35 sekund, ze strefowego Cessna 208 (SP-WAW). Wykonano 10 kolejek skoków, a także kolejkę treningową. Przyznana została nagroda specjalna im. Arkadiusza „Pingwina” Wantoły dla najlepszego kamerzysty Mistrzostw, którą otrzymał Tomasz Burza oraz nagroda publiczności dla zespołu kobiecego Bitches From Hell .

## Rozegrane kategorie
Mistrzostwa rozegrano w jednej kategorii:
- Formation Skydiving-4.

## Kierownictwo Mistrzostw
- Dyrektor zawodów: Tomasz Witkowski
- Komisja sędziowska: Ryszard Koczorowski (sędzia główny), Maciej Antkowiak, Mariusz Puchała i Dorota Gawrońska.

Źródło:

## Medaliści
Medalistów XIX Spadochronowych Mistrzostw Polski w Formation Skydiving-4 Chrcynno 2021 podano za: Lidia Kosk: Spadochronowe Mistrzostwa Polski FS4. [dostęp 2021-09-05]. (pol.).
| Konkurencja           | Złoto            | Srebro   | Brąz     |
| Formation Skydiving-4 | Flyspot Sky4four | No Mercy | MAD Team |

## Wylosowane zestawy figur
Wylosowane zestawy figur XIX Spadochronowych Mistrzostw Polski w Formation Skydiving-4 Chrcynno 2021 podano za: Wylosowane kolejki. [w:] SkyDive Warszawa [on-line]. facebook.com, 2021-09-02. [dostęp 2021-09-07]. (pol.).
- T kolejka (21 – 18 – 1)
- I kolejka (N – 8 – 14)
- II kolejka (10 – P – L – 20)
- III kolejka (A – H – O – 16)
- IV kolejka (M – J – Q – 18)
- V kolejka (19 – 2 – 7)
- VI kolejka (E – 5 – 6)
- VII kolejka (9 – 4 – K)
- VIII kolejka (17 – 3 – F)
- IX kolejka (C – 12 – D – 15)
- X kolejka (11 – 21 – 12)
- D kolejka (B – 22 – 1).

## Wyniki
Wyniki XIX Spadochronowych Mistrzostw Polski w Formation Skydiving-4 Chrcynno 2021 podano za: Klasyfikacja po 10 kolejkach. [w:] No Mercy [on-line]. facebook.com, 2021-09-04. [dostęp 2021-09-07]. (pol.). i XIX Spadochronowe Mistrzostwa Polski FS-4. [w:] Skydive Warszawa [on-line]. skydive.waw.pl, 2021-09-08. [dostęp 2021-09-08]. (pol.).
W mistrzostwach wystartowało 6 zespołów  Polska.
| Klasyfikacja – Formation Skydiving-4 | Klasyfikacja – Formation Skydiving-4                                                                                  | Klasyfikacja – Formation Skydiving-4 | Klasyfikacja – Formation Skydiving-4 | Klasyfikacja – Formation Skydiving-4 | Klasyfikacja – Formation Skydiving-4 | Klasyfikacja – Formation Skydiving-4 | Klasyfikacja – Formation Skydiving-4 | Klasyfikacja – Formation Skydiving-4 | Klasyfikacja – Formation Skydiving-4 | Klasyfikacja – Formation Skydiving-4 | Klasyfikacja – Formation Skydiving-4 | Klasyfikacja – Formation Skydiving-4 |
| ------------------------------------ | --- | ------------------------------------ | ------------------------------------ | ------------------------------------ | ------------------------------------ | ------------------------------------ | ------------------------------------ | ------------------------------------ | ------------------------------------ | ------------------------------------ | ------------------------------------ | ------------------------------------ |
| Miejsce                              | Drużyna | Kolejka                              | Kolejka                              | Kolejka                              | Kolejka                              | Kolejka                              | Kolejka                              | Kolejka                              | Kolejka                              | Kolejka                              | Kolejka                              | Razem                                |
| Miejsce                              | Drużyna | I                                    | II                                   | II                                   | IV                                   | V                                    | VI                                   | VII                                  | VIII                                 | IX                                   | X                                    | Razem                                |
| 1                                    | Flyspot Sky4four Anna Barańska, Michał Barański, Joanna Hulbój, Zbigniew Kordzikowski i Remigiusz Wolak (kamera)      | 13                                   | 12                                   | 16                                   | 18                                   | 15                                   | 16                                   | 16                                   | 16                                   | 14                                   | 13                                   | 150                                  |
| 2                                    | No Mercy Maja Ważniewicz, Kinga Komorowska, Karina Laszuk, Iwona Raczkiewicz i Mariusz Pawłowski (kamera)             | 12                                   | 13                                   | 19                                   | 16                                   | 14                                   | 15                                   | 17                                   | 17                                   | 13                                   | 13                                   | 149                                  |
| 3                                    | MAD Team Marcin Ruciński, Paweł Biedrzycki, Dariusz Kobyłecki, Daniel Szatkowski i Joanna Sulowska (kamera)           | 10                                   | 10                                   | 18                                   | 18                                   | 9                                    | 9                                    | 12                                   | 13                                   | 10                                   | 9                                    | 118                                  |
| 4                                    | Flysport Omega Maciej Krygier, Arkadiusz Kluźniak, Piotr Małek, Arkadiusz Włodarczyk i Tomasz Burza (kamera)          | 9                                    | 11                                   | 15                                   | 12                                   | 11                                   | 11                                   | 12                                   | 13                                   | 9                                    | 9                                    | 112                                  |
| 5                                    | Crazy Donut Paweł Pobłocki, Aleksander Kot, Paweł Dybek, Piotr Kopyść i Robert Leki (kamera)                          | 8                                    | 7                                    | 8                                    | 14                                   | 5                                    | 11                                   | 11                                   | 8                                    | 8                                    | 9                                    | 89                                   |
| 6                                    | Bitches From Hell Monika Rutkowska, Helena Skiba, Małgorzata Pawłowska, Kamilla Orłowska i Mariusz Pawłowski (kamera) | 6                                    | 4                                    | 9                                    | 7                                    | 4                                    | 6                                    | 7                                    | 4                                    | 6                                    | 6                                    | 59                                   |